# Pelamis

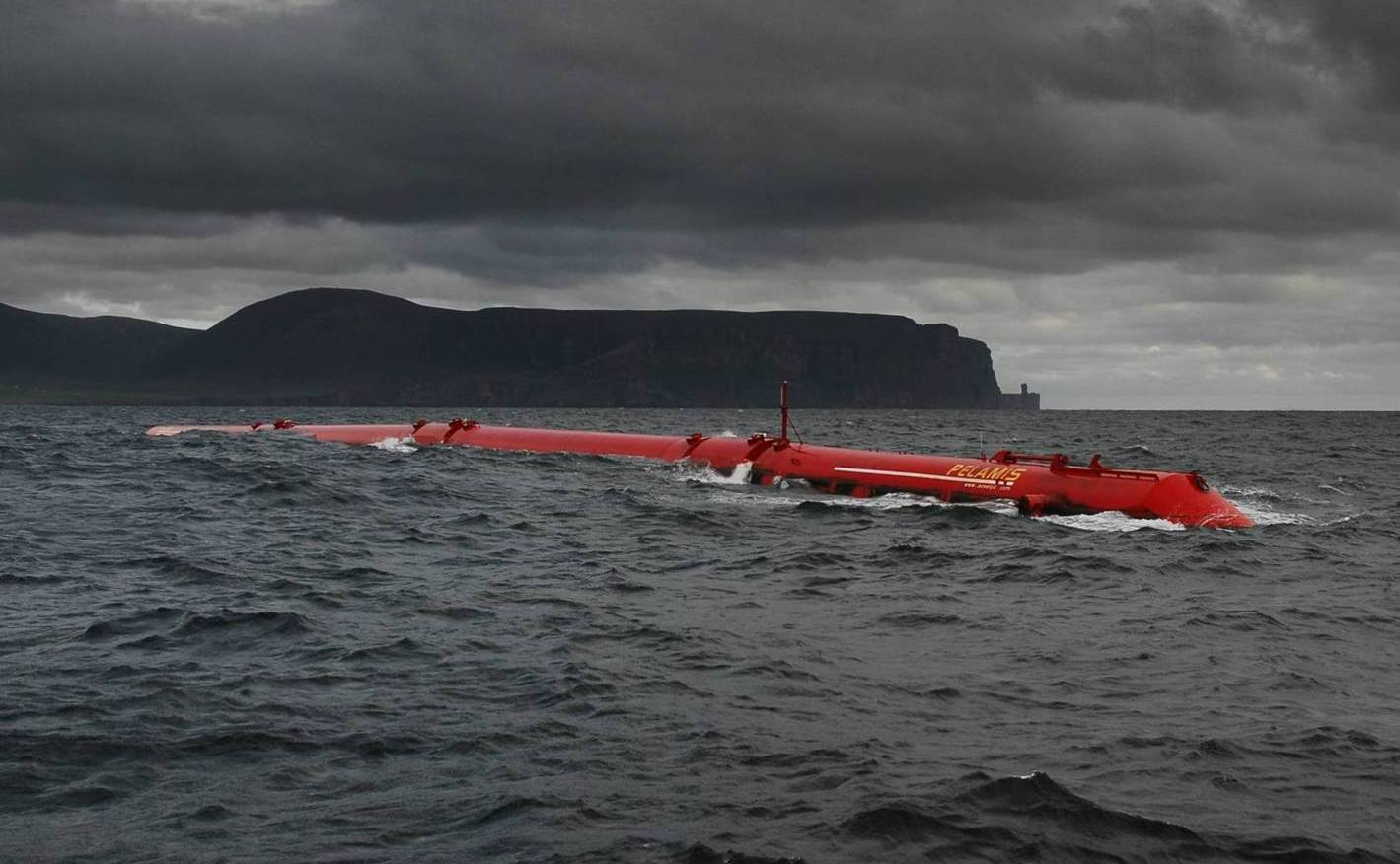
Una Pelamis a l'European Marine Energy Test Centre (EMEC).

El Convertidor d'energia de les ones Pelamis és una central mareomotriu que aprofita el moviment de les ones ascendent i descendent per fer energia. Fan 142 metres de llarg i 3,5 metres de diàmetre. Aquest tipus de central elèctrica ha estat inventada per Richard Yemm.
És un projecte pioner en aquest àmbit i s'ha començat a utilitzar a les costes de Portugal, però el projecte d'instal·lar més pelamis, s'ha hagut d'aturar per causa de l'actual crisi mundial.

## Principi
El Pelamis és un convertidor d'energia ondulatòria atenuant. La màquina respon a la curvatura de les ones (la seva forma) en lloc de l'alçada de l'ona. Com que les ones només poden assolir una certa curvatura abans de trencar-se de manera natural, això limita el rang de moviment a través del qual la màquina s'ha de moure, però manté un gran moviment a les articulacions en petites ones.
El sistema Pelamis consisteix en una sèrie de seccions cilíndriques parcialment submergides, unides per juntes frontissa. L'onada indueix un moviment relatiu entre aquestes seccions, activant un sistema hidràulic interior que bomba oli a alta pressió a través d'un sistema de motors hidràulics, equilibrant-se amb el contingut uns acumuladors.
Els motors hidràulics estan acoblats a un generador elèctric per produir electricitat. S'estima que la quantitat d'energia obtinguda per 30 d'aquests sistemes, podria proveir aproximadament 20.000 llars amb un consum mitjà europeu. La potència de tots els sistemes hidràulics d'un element es transporta mitjançant un sol cable a una base situada al llit oceànic. Diversos elements es poden interconnectar a una mateixa base per unir la seva potència de generació i traslladar l'energia produïda mitjançant un sol cable submarí cap a la costa.

## Projectes

### Test de P2 Pelamis a EMEC
El disseny P2 Pelamis va ser la màquina Pelamis de segona generació de Pelamis Wave Power. El Pelamis P2 fa 180 m de llarg, 4 m de diàmetre i aproximadament 1350 tones de pes. Consta de cinc seccions de tub i quatre juntes flexibles, el disseny és més llarg i més gros que el disseny P1 anterior.
El 2010, Pelamis Wave Power va començar les proves de la primera màquina Pelamis P2 al Centre Europeu d'Energia Marina, Orkney, Escòcia. La màquina era propietat de l'empresa de serveis públics alemanya, E.ON, i va ser el primer contracte de subministrament comercial del Regne Unit en el sector de l'energia marina. El març de 2010 Pelamis Wave Power va anunciar una segona comanda d'una màquina P2, de ScottishPower Renewables, part d’Iberdrola Renovables. Aquesta segona màquina es va instal·lar per primera vegada a EMEC el maig de 2012. Les dues companyies de serveis públics van anunciar que treballaran juntes per compartir i col·laborar en les proves de la tecnologia P2 Pelamis.
Després de la desaparició de l'empresa, el dispositiu P2-001 va ser adquirit per Wave Energy Scotland, després d'haver completat més de 15.000 hores de funcionament. El dispositiu es va donar de baixa l'abril de 2016 i es va vendre al Consell de les Illes Orcades per 1 £. L'altre dispositiu, P2-002, es va vendre al Centre Europeu d'Energia Marina per utilitzar-lo com a equip de proves.

### Projectes anteriorment en desenvolupament
E.ON i ScottishPower Renewables van anunciar plans per construir projectes més grans amb màquines Pelamis a les aigües de la costa oest de les Òrcades. Ambdues companyies van obtenir contractes d'arrendament el 2010 de The Crown Estate, propietari del fons marí del Regne Unit, per a projectes de fins a 50 MW. La "Ronda d'arrendament de les aigües de Pentland Firth i Orkney" va ser la primera oportunitat d'arrendament d'energia mareomotriu i ondulatòria a escala comercial del món.